# Pat Williams
Patrick Williams Sr., detto Pat (Monroe, 24 ottobre 1972), è un ex giocatore di football americano statunitense che ha giocato nel ruolo di nose tackle per i Buffalo Bills ed i Minnesota Vikings della National Football League (NFL). Non selezionato nell'ambito del Draft NFL 1997, fu in seguito ingaggiato dai Buffalo Bills come undrafted free agent. Al college giocò a football presso il Navarro College, il Northeastern Oklahoma A&M College e la Texas A&M University. Per la sua mole è stato soprannominato "Big Pat", "Big Nasty" o "Big Duke".

## Carriera universitaria
Dopo aver frequentato la Woosman High School nella sua città natale, Monroe, nella quale oltre che a football giocò anche a basket e baseball oltre a cimentarsi anche nell'atletica leggera, Williams trascorse i primi due anni collegiali presso il Navarro College, un junior college del Texas con la cui squadra di football, i Bulldogs, fu eletto in entrambi gli anni Junior All-American. Dopo essersi trasferito nella stagione 1994 presso un altro junior college, il Northeastern Oklahoma A&M, prima dell'inizio della stagione 1995 divenne un giocatore degli Aggies della Texas A&M University. In sole 6 partite con la maglia del college texano Williams riuscì a guadagnare una nomina per il Second Team All-SWAC e conquistò l'Alamo Bowl partendo titolare nella linea difensiva della difesa 3-4 di Texas. L'anno seguente, il quinto ed ultimo della sua carriera collegiale, disputò altre 11 partite su 12, di cui 8 come titolare.

### Vittorie e premi

#### Università
- Alamo Bowl: 1

Texas A&M Aggies: 1995

#### Individuale
- Junior All-American: 2

1992, 1993
- Second-Team All-SWAC: 1

1995

## Carriera professionistica

### Buffalo Bills
Dopo non esser stato scelto durante il Draft NFL 1997, Williams firmò come undrafted free agent con i Buffalo Bills che ad inizio stagione 1997 lo inserirono nel roster dei 53 giocatori attivi e con i quali chiuse il suo anno da rookie scendendo in campo solo contro i Denver Broncos negli special team. L'anno seguente pur non scendendo mai in campo come titolare, prese parte a 13 incontri di stagione regolare e al Wild Card Game dei playoff perso da Buffalo contro Miami. Durante la stagione regolare mise a segno il suo primo sack in carriera (condiviso) sul quarterback dei Jacksonville Jaguars Rick Mirer e fu protagonista di una prestazione eccezionale in casa dei Cincinnati Bengals, contro i quali mise a segno 7 tackle e divenne solo il settimo giocatore nella storia dei Bills a mettere a referto ben 3 sack in una sola partita andando inoltre molto vicino al record di franchigia di 4 sack relativo ad una singola gara. Nel 1999 scese in campo, ancora una volta da riserva, in tutti e 16 gli incontri di stagione regolare, totalizzando 48 tackle e altri 2,5 sack ed un fumble forzato messo a segno ai danni di Brad Johnson, suo futuro compagno di squadra ai Vikings e quell'anno quarterback dei Washington Redskins. Con le sue statistiche, aiutò Buffalo a terminare la stagione al primo posto della lega in Total Defense: fu questo il secondo di ben nove piazzamenti nella top-10 della lega che le difese, di cui faceva parte Williams, collezionarono nell'arco dei 14 anni di professionismo di Big Pat. Successivamente, durante i playoff, prese parte al secondo incontro di post-season in carriera (nel quale mise a segno 3 tackle solitari), passato per Buffalo agli annali del football per la famosa giocata ribattezzata Music City Miracle che consegnò la vittoria ai Tennessee Titans. Durante la off-season i Bills fecero firmare a Williams un'estensione contrattuale di 5 anni con un bonus alla firma di 3,8 milioni di dollari, scongiurando così il pericolo di vederlo partire al termine della stagione seguente nella quale sarebbe divenuto un unrestricted free agent.
La stagione 2000 fu la prima che vide Williams scendere in campo come titolare, precisamente nel terzo incontro del calendario, perso dai Bills in casa dei New York Jets, contro i quali pareggiò il suo a quel momento record personale di tackle in una singola gara mettendone a segno 8. Nei due incontri precedenti Buffalo aveva ottenuto due vittorie casalinghe: la prima, nella rivincita dell'AFC Wild Card Game perso la stagione precedente per mano dei Titans contro i quali Big Pat ebbe un'altra giornata di grazia e mise a referto 8 tackle, un fumble forzato ed un sack ai danni di Steve McNair, la seconda, ai danni dei Green Bay Packers di Brett Favre ai danni del quale Williams mise a segno il secondo sack in altrettante partite. Nel prosieguo di stagione mise inoltre a referto il primo fumble ricoperto in carriera, nella gara vinta dai Bills contro i San Diego Chargers, ed il secondo fumble forzato della stagione, nella penultima vittoria stagionale dei Bills maturata ai danni dei Kansas City Chiefs, chiudendo in tal modo la stagione con 80 tackle, 2,5 sack, due fumble forzati ed uno ricoperto in 16 partite (4 volte scese in campo come titolare), che contribuirono a fare della difesa di Buffalo la terza forza della lega, e venendo inserito nello USA Today All-Joe Team che individua i giocatori "trascurati, ignorati e duri lavoratori".
L'anno seguente, dopo le ottime gare disputate nei quattro anni precedenti, fu finalmente promosso a nose tackle titolare, ruolo nel quale disputò tutti e 13 gli incontri stagionali cui prese parte, prima di essere relegato in sideline negli ultimi 3 match a causa di un infortunio al ginocchio. Ciò non gli impedì comunque di guidare i lineman di Buffalo in tackle con 74 placcaggi sul portatore di palla, guidando assieme al cornerback Antoine Winfield la squadra in tackle sino a 4 giornate dal termine della stagione regolare. Le sue migliori prestazioni stagionali arrivarono contro i Pittsburgh Steelers, ai danni dei quali mise a segno 9 tackle e condivise con Shawn Price 0,5 sack sul quarterback Kordell Stewart, ed ancora una volta contro i Jaguars, contro i quali mise a segno 8 tackle ed un sack. Il suo bilancio stagionale fu quell'anno pari a 74 tackle ed 1,5 sack mentre i Bills vissero una stagione disastrosa terminando con un record negativo di 3-13. Nel 2002 partì per la prima volta titolare in tutti e 16 gli incontri di stagione regolare mettendo a referto il massimo in carriera di 108 tackle che gli consentirono di terminare al secondo posto nella sua squadra dietro solo il linebacker London Fletcher, facendo registrare il massimo in carriera di 12 tackle in una singola partita contro i Chicago Bears. L'anno seguente mise a segno altri 90 tackle (5º miglior risultato di squadra) ma soprattutto mise a segno la prima marcatura in carriera, ritornando per 28 yard in touchdown un fumble da lui ricoperto e commesso dal quarterback dei Titans Billy Volek. A fine stagione fu poi premiato dai compagni di squadra con l'Ed Block Courage Awards.
Il 2004 fu l'ultima stagione a Buffalo di Big Pat, che prima di trasferirsi a Minneapolis per il terzo anno consecutivo disputò tutte e 16 le partite della stagione regolare da titolare e mise a segno il primo ed unico intercetto in carriera, ai danni del quarterback dei Miami Dolphins A. J. Feeley, ritornato per 20 yard in touchdown. Sempre contro Miami, aveva poi messo a segno nel mese di ottobre il suo secondo sack stagionale (condiviso) ai danni di Jay Fiedler mentre il primo lo mise a segno nel mese di settembre ai danni di Rich Gannon nel match giocato ad Oakland contro i Raiders. Con i suoi 53 tackle ed i suoi 2,5 sack fu diede un importante apporto alla difesa di Buffalo, che per il secondo anno consecutivo terminò la stagione regolare al secondo posto in NFL alla voce Total Defense.

### Minnesota Vikings

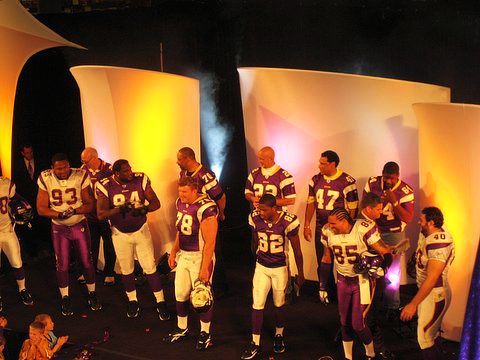
P. Williams, secondo da sinistra, di fianco al compagno di reparto K. Williams durante la presentazione delle nuove divise dei Vikings per la stagione 2006.

Nella primavera del 2005 Williams passò ai Minnesota Vikings, firmando un contratto triennale a 13 milioni di dollari con incentivi per arrivare ad un massimo di 15 e con un bonus di 6 milioni garantiti alla firma. Nel primo anno in Minnesota, Big Pat disputò per il quarto anno di fila tutti e sedici gli incontri della regular season come titolare, guidò i defensive lineman con 88 tackle e guidò la squadra con 9 tackle per perdita di yard. In tre occasioni andò in doppia cifra nei tackle e mise a segno 5 tackle ed un sack su Brian Griese nella partita di esordio con la maglia dei Vikings coincisa con la sconfitta casalinga per mano dei Tampa Bay Buccaneers.

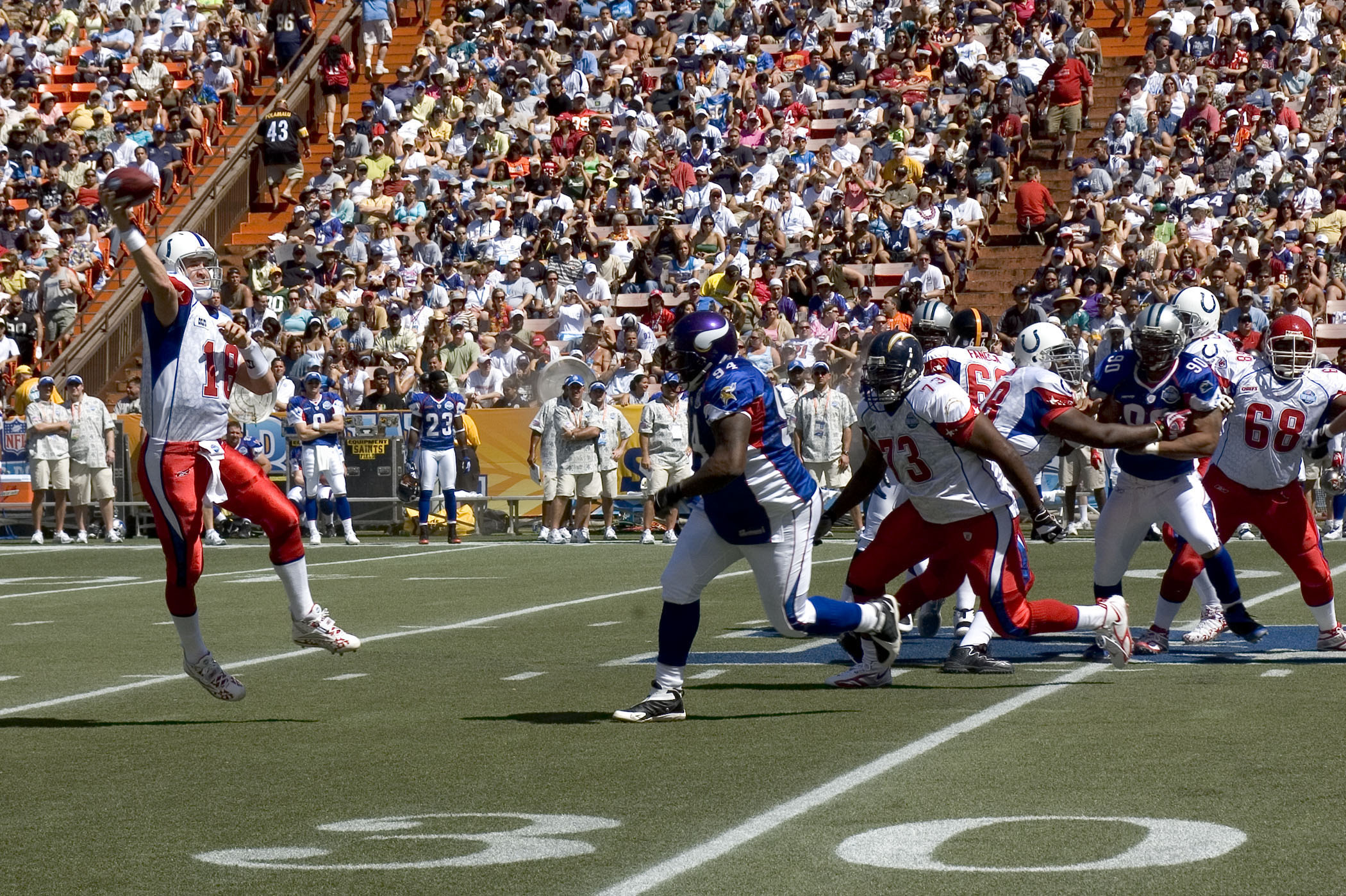
Williams mentre cerca di mettere a segno un sack su Peyton Manning nel Pro Bowl 2006.

Durante il training camp estivo del 2006 l'allora defensive coordinator dei Vikings Mike Tomlin, che non era per nulla soddisfatto del peso raggiunto da Williams che non gli permetteva di essere il nose tackle ideale per la sua difesa Tampa 2 (il DC voleva ricreare con l'altro defensive tackle, l'All-Pro Kevin Williams, un dinamico duo sulla falsariga della coppia Anthony McFarland-Warren Sapp che aveva allenato a Tampa), impose a Big Pat di perdere circa 7-8 chili. La mossa si rivelò azzeccata tanto che il 2006 fu la prima di tre stagioni consecutive che i Vikings guidarono la lega in difesa contro le corse e si classificarono all'ottavo posto in Total Defense (era dal 1994 che i Vikings non entravano tra le migliori 10 difese della stagione regolare). Le 985 yard su corsa concesse durante tutto l'arco della stagione rappresentarono il secondo miglior risultato di sempre dalla fusione AFL-NFL del 1970 ed ovviamente stabilirono il miglior risultato di tutti i tempi della franchigia. Degne di nota furono le partite contro i Detroit Lions contro i quali mise a segno un sack sul quarterback Jon Kitna ed un fumble forzato, contro i Green Bay Packers contro cui mise a segno 12 tackle (9 solitari e 3 assistiti) di cui 4 per perdita di yard, contro gli Arizona Cardinals contro cui i Vikings stabilirono un nuovo record NFL forzandoli a ricorrere a solo 6 tentativi di corsa, di nuovo contro i Lions limitati al Ford Field a -3 yard corse. Ciò nonostante i Vikings chiusero la stagione col deludente record di 6-10 anche se i due Williams si tolsero la soddisfazione di divenire la prima coppia di defensive tackle della franchigia ad essere convocata al Pro Bowl dal 1970 (gli ultimi a riuscire in tale impresa furono i Purple People Eaters Alan Page e Gary Larsen).

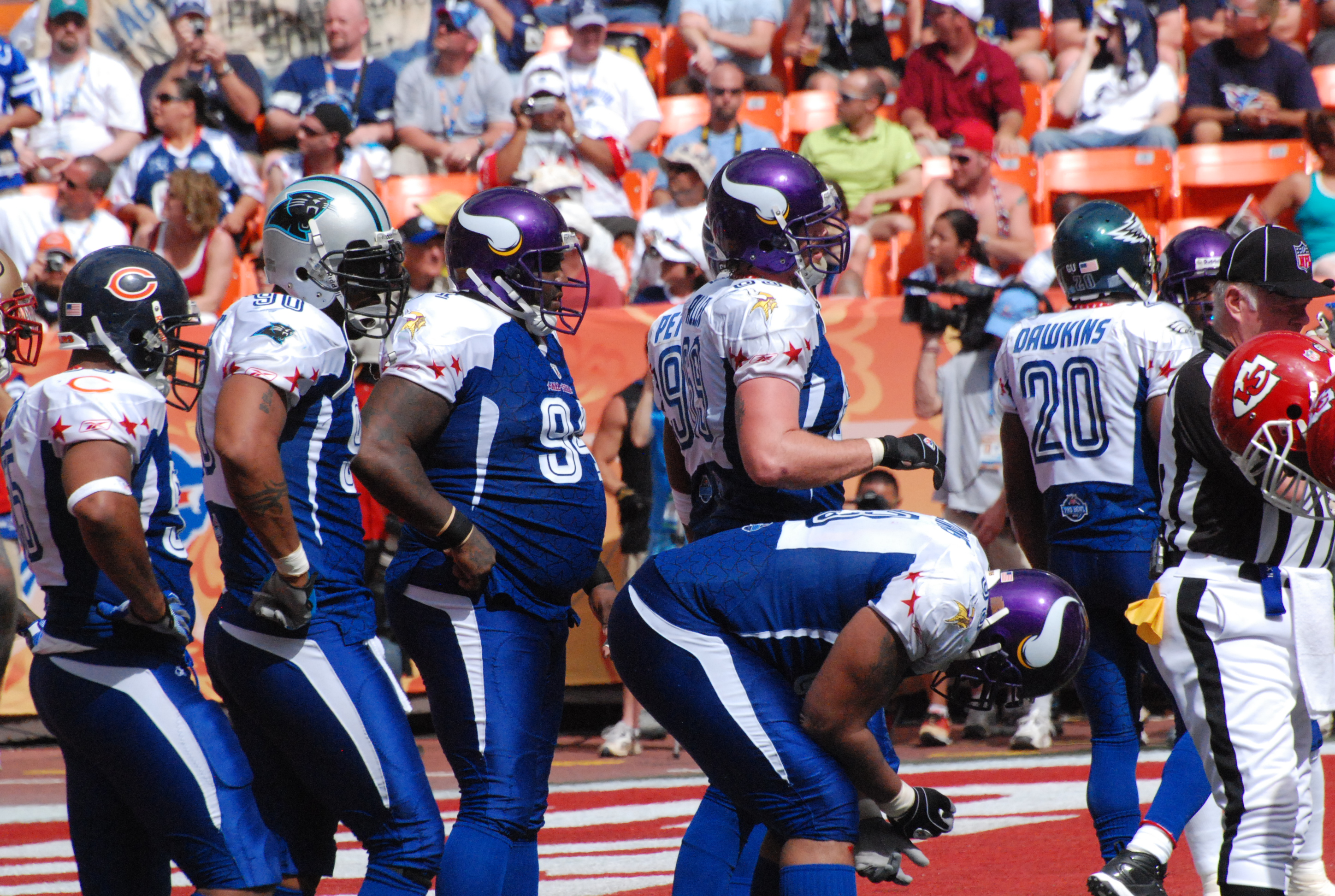
Williams (94) assieme a Julius Peppers (90), Kevin Williams (93) e Jared Allen (69) durante il Pro Bowl 2008.

La stagione 2007 vide ancora una volta Williams in gran spolvero, con 78 tackle totalizzati in 16 partite (tutte disputate come titolare), miglior risultato tra i defensive lineman e 6º tra tutti i difensori della squadra, 2 sack (il primo messo a segno ai danni di J.T. O'Sullivan nel match perso contro i Detroit Lions, il secondo ai danni di Shaun Hill ai danni del quale forzò e recuperò anche un fumble, nella gara vinta contro i San Francisco 49ers). Assieme ai compagni di squadra riuscì a limitare i principali running back della lega ad una media di sole 74.1 yard a partita, primo tra tutti l'MVP della NFL in carica e leader in yard corse nello stesso 2007 LaDainian Tomlinson, che contro i Vikings riuscì a correre per sole 40 yard. A fine stagione fu inserito per la prima ed unica volta in carriera nel Second-team All-Pro ed assieme a Kevin Williams, con cui formava oramai un'affiatata coppia di tackle ribattezzata dai tifosi Williams Wall, e ad altri 5 compagni di squadra, fu convocato per la seconda volta in carriera per il Pro Bowl.

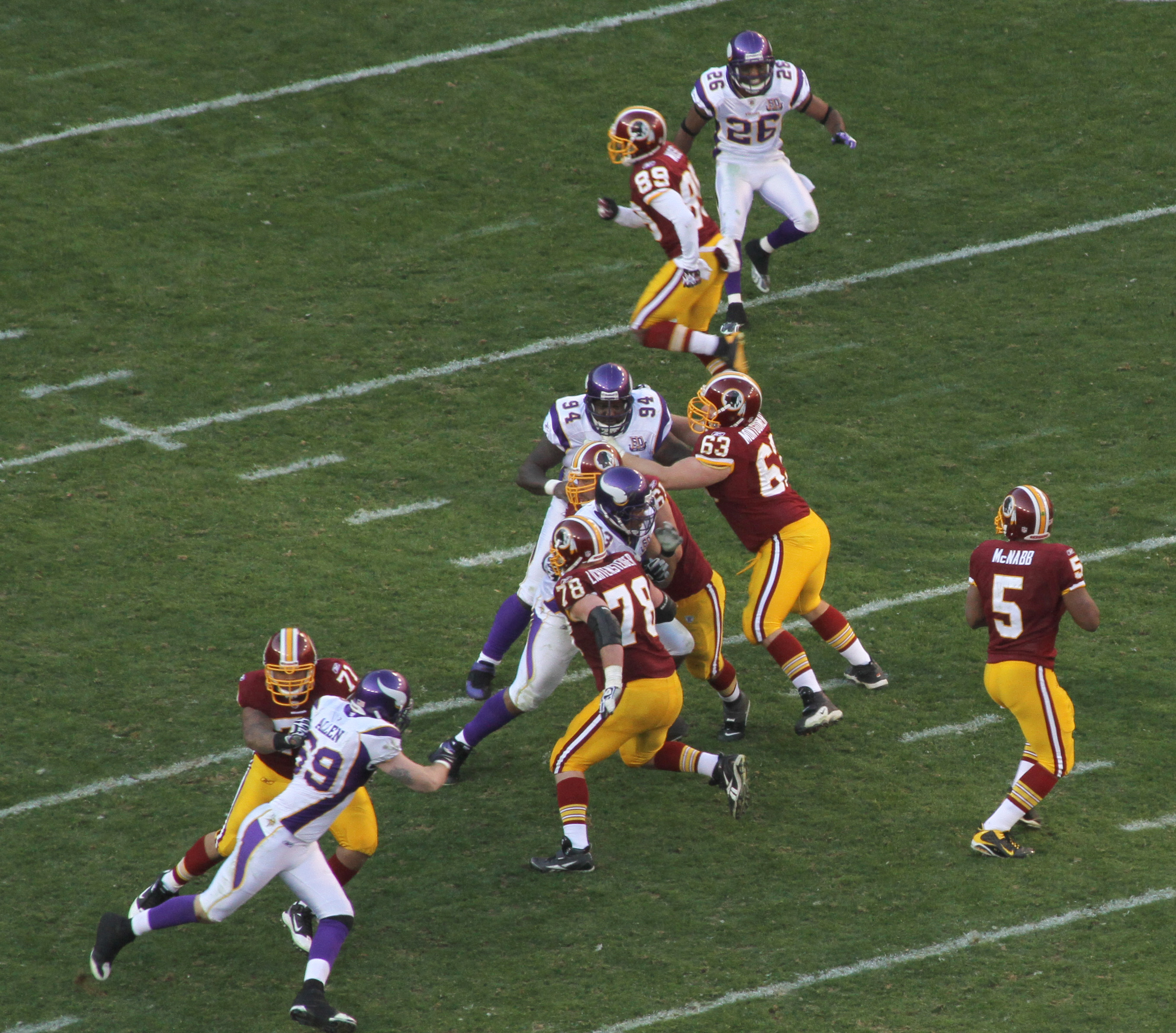
Pat Williams (94) durante una fase di gioco di Vikings vs. Redskins del 2010.

Nella stagione 2008 Williams mise a segno altri 44 tackle ed un sack in 14 partite disputate come titolare (saltò gli ultimi due incontri della stagione regolare ed l'NFC Wild Card Game perso dai Vikings 26-14 contro gli Eagles a causa di un infortunio alla spalla) che consentirono ai Vikings di conquistare per la terza volta in altrettanti anni la palma di miglior difesa della NFL contro le corse (mai nella storia della NFL la medesima difesa vi era riuscita per tre stagioni di fila) che concesse ancora una volta meno di 100 yard a partita, ed il sesto posto in NFL in Total Defense (miglior risultato della franchigia dal 1994). Big Pat inoltre fu convocato per la terza volta al Pro Bowl divenendo assieme a Kevin Williams la coppia di defensive tackle con più partecipazione all'All-Star Game nella storia della franchigia, superando anche la leggendaria coppia Page-Larsen ferma a 2 convocazioni. Tuttavia a fare da contraltare a quest'ennesima stagione positiva, arrivò il 2 dicembre la sospensione di 4 settimane da parte della NFL, per l'uso di un diuretico usato per coprire tracce dell'assunzione di steroidi. Pat, assieme a Kevin, aveva assunto un diuretico, lo StarCaps, sulla cui confezione non era indicato che era composto anche da bumetanide, il principio attivo che per l'appunto maschera l'eventuale assunzione di steroidi. I due Williams fecero pertanto ricorso alla Corte Federale del Minnesota che diede loro ragione e sospese la pena fino a quando ulteriori indagini sul caso non avessero fatto piena luce sulle responsabilità. Pat al pari di Kevin avrebbe in seguito dovuto scontare due giornate di squalifica nella stagione 2011 qualora fosse stato ingaggiato dalla squadra.
Nel 2009 mise a segno altri 44 tackle, 2 sack (uno contro Green Bay ed uno contro Chicago), forzando due fumble durante la stagione regolare ed un altro nell'NFC Championship Game perso contro i New Orleans Saints per 31-28 all'overtime tra le contestazioni. Quell'anno vinse inoltre il secondo titolo divisionale consecutivo con i Vikings e guidò la difesa al secondo posto in NFL in difesa contro le corse e di nuovo al sesto posto in Total Defense (era dal biennio 1993-94 che i Vikings non chiudevano due stagioni consecutive nella top-10 di lega). Al termine di questa stagione decise di ritirarsi per poi tornare sui suoi passi e disputare un'ultima stagione in forza ai Vikings, chiusa con 30 tackle in 16 partite. A fine stagione le strade dei Vikings e di Williams si divisero con i primi in cerca di un giovane (Big Pat aveva ormai 38 anni) nuovo nose tackle dopo il crollo delle prestazioni della difesa contro le corse fatto registrare nel 2010, ed il secondo alla ricerca dell'ultimo contratto della carriera che però non arrivò mai.
Il 25 aprile 2013 Williams si ritirò ufficialmente dal football professionistico come Viking, firmando con la franchigia del Minnesota un simbolico contratto di un giorno.

## Vittorie e premi

### Individuale
- Convocazioni al Pro Bowl: 3

2006, 2007, 2008
- Second-Team All-Pro: 1

2007
- Ed Block Courage Award (2003)

## Statistiche
Fonte: NFL.com
N.B.: le statistiche relative ai tackle non sono disponibili prima del 2001